# Список персонажей аниме и манги «Стальной алхимик»
Это список персонажей вселенной Fullmetal Alchemist, состоящей из манги и аниме-сериала Fullmetal Alchemist, полнометражного анимационного фильма Fullmetal Alchemist: Conqueror of Shamballa, аниме-сериала Fullmetal Alchemist: Brotherhood и некоторых других продуктов.

## Основные

### Эдвард Элрик
Эдвард Элрик — главный персонаж манги и аниме Fullmetal Alchemist, государственный алхимик, майор армии Аместриса. Комплексует из-за маленького роста и часто злится из-за этого. Персонаж создан мангакой Хирому Аракавой, озвучен сэйю Роми Паку.

### Альфонс Элрик
Альфонс Элрик — второй главный персонаж манги и аниме Fullmetal Alchemist. Создан мангакой Хирому Аракава. Брат Эдварда Элрика, тот, чья душа присоединена к доспехам. Озвучен сэйю Риэ Кугимией.

### Уинри Рокбелл
Уинри Рокбелл — одна из главных персонажей манги и аниме Fullmetal Alchemist, создана мангакой Хирому Аракава. Друг детства Эдварда и Альфонса Элриков. Механик автоброни. В аниме 2003 года озвучена сэйю Мэгуми Тоёгути, в аниме 2009 года — Мэгуми Такамото.

## Военные
Государство Аместрис, где разворачивается действие сериала, управляется армией, во главе которой стоит фюрер. После прихода к власти Кинга Брэдли страна ведёт кровопролитные победоносные войны. Все алхимики, которые работают на военных, называются «государственными алхимиками» и получают вторые имена согласно своим способностям и особенностям.

### Кинг Брэдли

Кинг Брэдли

- Статус: гомункул (Гнев[1] в манге и аниме 2009 года, Гордыня в аниме 2003 года)
- Звание: Маршал, главнокомандующий, фюрер

Первое лицо в государстве. Пренебрегает всякими церемониями, доброжелателен к своим подчинённым, учтив, приветлив. Любит свою жену и приёмного сына (Сэлим Брэдли), однако ради достижения тайных целей без промедления и жалости пожертвует ими. Создаёт впечатление благородного и бескорыстного человека. На самом деле является гомункулом (Гнев в манге и аниме 2009 года, Гордыня в аниме 2003 года). Добился высшего звания с целью обеспечить свободу другим гомункулам в поисках философского камня и обретении власти над настоящими людьми. Его особенность как гомункула — абсолютное зрение. Он видит даже потоки воздуха своим якобы незрячим левым глазом, на котором стоит печать Уробороса (символ гомункула). В ходе сериала братья Элрики разоблачают его. Порой лично участвует в боевых операциях. В бою холоден, расчётлив и жесток. Мастер клинка, его движения невероятно быстры и отточены. Одинаково мастерски сражается обеими руками.
Гнев/Гордыня — самый человечный из всех гомункулов (исключая Жадность—Лина). В отличие от других гомункулов, он способен понимать и ценить чувства людей. Например, на первом свидании с будущей женой Гнев был настолько грубым и нахальным, что получил пощёчину от неё. Сразу после этого он переменился, став чутким, внимательным и заботливым. В сериале 2003 года Гордыня, услышав, как Обжорство презрительно отозвался о военных, отправляющихся на верную смерть в Лиор, в ответ замечает, что ему не понять верность людей, и называет неполноценным существом, тем самым отделяя себя от Обжорства. Замечают это отличие и другие гомункулы: так, Зависть, разозлившись на Гордыню, называет его человекообразным. Отчасти его человечность объясняется тем, что он много лет провёл вместе с людьми, постоянно с ними общаясь, а Гнев, к тому же, в отличие от других гомункулов, провёл среди людей ещё и своё детство.
В сериале 2003 года создан Данте, которая назвала Гордыню своим шедевром. В сериале 2009 года, как показано в его воспоминаниях, родился человеком, с младенчества был брошен настоящими родителями и воспитывался в специальной школе как один из кандидатов на роль будущего фюрера. Именно там ему были привиты такие чувства, как жестокость, бесстрашие и полное безразличие к окружающим. В конце концов стал одним из кандидатов по внедрению философского камня в его тело. Оказался единственным выжившим, получившим новое имя Гнев, а также звание фюрера.
Хотя гомункулы — искусственные создания, Кинг Брэдли родился человеком и лишь позже был превращён в гомункула. Единственный выживший после принятия философского камня в тело, если не считать второго — Лина, в которого вживили Жадность. В отличие от других гомункулов, может стареть.
В аниме 2003 года убит полковником Мустангом, который, узнав о истинной сущности фюрера, решил совершить покушение на него, превратившееся в поединок. В манге и аниме 2009 года убит Шрамом в поединке, перед этим смертельно ранен в битве с Жадностью, Фу и капитаном Бакканиром.
Внешность: Поджарый, сухощавый, в меру мускулистый. Ни капли лишнего жира. Брюнет со сталинскими усами. Носит чёрную повязку на одном глазу. На службе одевается в мундир (а на службе он практически всегда). Изредка в командировках надевает легкомысленную цветастую рубашку с панамой, чтобы не слишком пугать людей.
Биография: Родился около 60 лет назад. Сумел выжить в многочисленных сражениях и достиг наивысшего поста фюрера, на котором и продолжает действовать. Женат, имеет приёмного сына. Именно он создал подчиняющуюся армии организацию государственных алхимиков. Обладает огромной силой воли и мужеством: даже понимая, что его раны смертельны и времени у него осталось немного, продолжает сражаться и вызывает на последний бой Шрама. В ходе боя лишился рук, но буквально за долю секунды собрался с силами и нанёс противнику последний удар, держа саблю зубами.
Сэйю: Хидэкацу Сибата

### Государственные Алхимики

#### Алекс Луис Армстронг
- Статус: государственный алхимик
- Звание: Майор/Подполковник в аниме 2003 года
- Прозвище: Сильнорукий/Могучерукий Алхимик

Двухметровый громила, с телом бодибилдера. Выходец из древнего и влиятельного рода Армстронгов, чьи представители поколениями занимали ключевые позиции в армии и политике Аместриса. Как старшему из сыновей, ему была уготована блестящая карьера военного, но после нервного срыва в ходе Ишварской Зачистки на его карьере был поставлен крест. Тем не менее он так и не ушёл из армии. Выполнял роль телохранителя для высших лиц армии, в том числе и Фюрера. Позже примкнул к мятежу Мустанга.
Специалист по рукопашному бою. Чрезвычайно ловок, силён и вынослив. Специализируется на преобразовании камней: может одним ударом создать каменную стену в несколько метров высотой, так и пробить в ней огромное отверстие. Также талантливый художник и скульптор. Очень добр и чувствителен, способен лить слёзы по любому поводу. Имеет репутацию труса, но на самом деле очень отважен и решителен. Искренне любит своих сестёр, а также братьев Элриков.

#### Шу Такер
- Статус: государственный алхимик
- Звание: майор
- Прозвище: Алхимик, Связующий Жизни

Создал первым химеру, способную говорить и понимать человеческую речь. Для её создания использовал собственную жену, а спустя два года создал для аттестации вторую химеру — из своей маленькой дочери Нины и её пса Александра. В аниме 2003 года сам обращён в химеру и продолжает работать для армии и гомункулов. Эпизоды с участием этого персонажа — в числе жутких моментов сериала, не рекомендованных к просмотру детям. В манге и аниме 2009 года химера-дочь была убита Шрамом, решившим прекратить страдания «жертв алхимии», в аниме 2003 года - аналогично. Он же был убит военными.
Сэйю: Макото Нагай

#### Тим Марко
- Статус: государственный алхимик (бывший)
- Звание: майор
- Прозвище: Хрустальный Алхимик

Fullmetal Achemist 2003
Пожилой человек с крупным носом, густыми бровями и тёмными волосами с сединой на висках.
Изучал философский камень и даже нашёл способ его получения. Философский камень использовали в гражданской войне в Ишваре. Марко, поняв, сколько людей убито с помощью камня, дезертировал. Украв материалы своих исследований, поселился в тихой деревушке и стал там врачом. Записи своих исследований зашифровал под кулинарные рецепты и поместил в первом отделе Центральной Библиотеки. Зная, что для создания философского камня нужны человеческие жертвы, отказался от исследований. Найден Эдвардом Элриком и Алексом Армстронгом, передан Фюреру в обмен на обещание спрятать его. Съеден Обжорством.
Fullmetal Achemist. Манга
Был схвачен Похотью сразу после встречи с Эдвардом и Армстронгом. Был кандидатом в ценные жертвы. В заключении случайно встретился со Шрамом и был освобождён им. Шрам для изменения внешности Марко разрушил ему кожу на лице, Мэй Чан залечила нанесённые Шрамом раны при помощи восточной алхимии. Присоединился к Шраму и Мэй Чан в их путешествии на север, чтобы найти и расшифровать записи брата Шрама. Позже помог им победить гомункула Зависть. Является не только алхимиком, но отличным медиком.
Сэйю: Кодзи Тотани

#### Зольф Дж. Кимбли
- Статус: государственный алхимик
- Звание: подполковник
- Прозвище: Багровый Алхимик

Зольф Дж. Кимбли

В сериале Fullmetal Achemist 2003 садист и психопат. Его алхимическая специализация — взрывчатые вещества: превращает в бомбы всё, что угодно, в том числе и живых людей. В бою легко впадает в ярость. Алхимические символы — Луна и Солнце — вытатуированы на его ладонях. Преобразование активируется соединением рук. Постоянно носит мундир расстёгнутым. Длинные волосы стянуты в хвост и оплетены верёвкой. Принимал активное участие в ишварской войне; постепенно так увлёкся, что начал убивать не только ишваритов, но и своих. За это был пожизненно осуждён, но во время неразберихи в 5-й лаборатории сумел бежать. Поначалу присоединился к банде Жадности, но потом перешёл на сторону армии и был восстановлен в звании. В 41-й серии убит Шрамом, но умирает только в начале 42-й, успев превратить тело Альфонса Элрика во взрывчатку, медленно впитывающую кислород. Единственный из основных персонажей, полностью перешедший на сторону гомункулов. Преследует Шрама по одной причине — он ишварит. Его смерть использовалась гомункулами как предлог для начала военных действий в Лиоре.
Сэйю: Уэда Юдзи
В манге и сериале Fullmetal Achemist 2009 года ветеран войны в Ишваре. Как и у Мустанга, его алхимия ориентирована на боевое применение. Обожает войну, так как считает её своей работой, которая ему нравится. Был выбран для полевых испытаний философского камня. В ходе одного из боёв убил семью Шрама, а его самого тяжело ранил. Восхищённый мощью камня, отказался его сдать по окончании операции, убив своих командиров. За это он был приговорён к пожизненному заключению. После побега доктора Марко был амнистирован и отправлен за ним в погоню. Сражался с Эдвардом Элриком в Бригсе. Позже  ездил по стране, подготавливая Великий День. Вместе с Гордыней вступил в схватку с Альфонсом Элриком в окрестностях Централа. Был смертельно ранен химерой Хейнкелем и поглощён Гордыней, но, сумев сохранить сознание нетронутым, продолжил своё существование уже как часть гомункула. В этом состоянии помог Эдварду разрушить тело гомункула, так как был разочарован в том, что Гордыня попытался перейти в тело человека — существа, которого сам же презирал.
Сэйю: Ёсино Хироюки.
В манге Зольф Кимбли предстаёт циничным и расчётливым профессионалом. Он логичен и последователен. Невероятно проницательный человек: легко догадывается о том, что пытаются от него скрыть. Вместе с тем, не лишён человечности и способен на искреннее уважение (достаточно ярко это проявляется в эпизоде разговора с Уинри о её родителях). Ему свойственен определённый кодекс чести воина. Принял сторону гомункулов, так как это обещает ему хорошую войну, а также потому, что считает их победителями в противостоянии с людьми, хотя вероятность их поражения воспринимает спокойно. Кимбли в манге — это не столько психопат, желающий убить как можно больше людей, сколько солдат, выбравший свою сторону в этой войне и сражающийся за неё без сожаления.

#### Баск Гран
- Статус: государственный алхимик
- Звание: генерал-майор
- Прозвище: Алхимик Железной Крови

Ещё один яркий пример различий манги и аниме 2003 года. В аниме 2003 года это один из главных отрицательных героев: безжалостный солдафон, стремящийся достичь цели, невзирая на средства. В манге — смелый командир, заботящийся о своих солдатах. Хотя и там он солдафон, убеждённый, что рождён для сражений. Убит Шрамом.
Первый, кому пришло в голову использовать алхимию в военных целях. Принимал участие в ишварской войне. После бегства доктора Марко возглавил исследования философского камня. Военный с лысой головой и большими чёрными усами. Убит Шрамом в 14 серии аниме 2003 года и в 4 серии аниме 2009 года. В манге появляется только в воспоминаниях героев.
Сэйю: Аомори Син

### ПодчиненныеМустанга

Команда Мустанга. Слева направо: Хайман Бреда, Джин Хавок, Рой Мустанг, Каин Фьюри, Риза Хоукай, Ватто Фарман

#### Риза Хоукай
Подчинённый Роя Мустанга. Правая рука, верный товарищ и лучший стрелок.

#### Жан Хавок
- Звание: младший лейтенант

Подчинённый и верный сторонник полковника Мустанга (особо он поддерживает его план переодеть в мини-юбки всех женщин, служащих в армии). Часто выполняет обязанности шофёра. Не выпускает сигарету изо рта. Ему страшно не везёт в отношениях с девушками. Считает себя не особо толковым парнем, потому больше полагается на мускулы, чем на ум. Фамилия Жана — Havoc — с английского переводится как «Разорение».
В манге стал инвалидом из-за Похоти. Она повредила ему позвоночник, и у него отказала нижняя часть тела. После этого поиски философского камня стали для Мустанга личным делом. Во время мятежа Мустанга снабжал его оружием. Позже был вылечен по просьбе Мустанга доктором Марко с помощью философского камня.
Сэйю: Ясунори Мацумото — аниме 2003 года; Уэда Юдзи — аниме 2009 года

#### Ватто Фарман
- Звание: прапорщик, лейтенант — в манге и аниме 2009 года

Сухопарый седой офицер. Без пререканий выполняет приказы вышестоящих. Близкий друг Каина Фьюри и Хайманса Бреды. Эрудит, обладает феноменальными знаниями почти в любой области, в особенности в истории и биологии. В команде Мустанга выполняет роль ходячей энциклопедии. Боевого опыта до сражения в Централе не имел. Смел и находчив. Не побоялся выйти против Кинга Брэдли с одним пистолетом, за что заслужил комментарии от капитана Баканира: «Не смей рыдать, как девчонка, когда ведёшь себя, как мужчина!»
Сэйю: Такэхиро Муродзоно — аниме 2003 года, Хамада Кэндзи — аниме 2009 года

#### Хайманс Бреда
- Звание: лейтенант

Полноватый рыжеволосый офицер, среднего роста. Постоянно носит мундир расстёгнутым. Имеет внешность простачка, но под ней скрывается недюжинный ум и проницательность. Был в числе лучших выпускников Академии. Панически боится собак.
Сэйю: Томоюки Симура — аниме 2003 года, Бити Сато — аниме 2009 года

#### Каин Фьюри
- Звание: фельдфебель

Невысокий темноволосый юноша. Характер мягкий и добрый, напоминающий характер Альфонса. Любит животных: именно он притащил в штаб щенка Хаяте, которого позже приютила у себя Лиза. Отличный техник-связист, но также неплохо разбирается и в других электроприборах; собственно, благодаря этому и оказался в команде Мустанга. Несмотря на откровенно невоенную внешность, обладает несгибаемой волей. После отправки в Южный штаб был брошен в самое пекло очередного пограничного конфликта, но смог выжить и присоединился к мятежу Полковника.
Сэйю: Тэцу Сиратори — аниме 2003 года, Какихара Тэцуя — аниме 2009 года

### Центральный штаб

#### Маэс Хьюз
- Звание: капитан, позже — подполковник, генерал-майор (бригадный генерал) — посмертно.

Сотрудник Департамента Разведки, добрый друг полковника Мустанга и братьев Элриков. Хьюз очень любит свою жену и постоянно восторгается своей дочерью Элисией. Алхимией он не владеет, но как солдат и разведчик достиг немалых высот мастерства. Особенно хорошо владеет метательными ножами. В бою с Похотью умудрился нанести ей смертельное ранение и скрыться. Даже сама Похоть была удивлена подобной сноровке: "Кто бы мог подумать, что он так умеет..." Мучает своих подчинённых рассказами о своей семье, которая возведена в ранг абсолюта. Несмотря на характерное поведение «отличного парня», в минуты серьёзности хладнокровный и смертоносный солдат. Погибает от рук гомункула Зависти, принявшего вид его жены, из-за того, что узнал тайну Пятой лаборатории. Умер в 25 серии 1-й адаптации, в 10 серии 2-й и в 15 главе манги
Сэйю: Кэйдзи Фудзивара — в обоих сериалах

#### Фрэнк Арчер
- Звание: подполковник, полковник

Офицер, занявший место Хьюза в следственном отделе. Одержимый карьерист, мечтающий отличиться на войне. Предан Фюреру и государству. В результате создания нового философского камня в городе Лиоре потерял левые глаз, руку, ногу и часть тела. Они были заменены автопротезами и включали в себя огнестрельное оружие: в руку был встроен пулемёт, а в рот — автомат. Убит Лизой Хоукай, хотя есть предположение, что он был только ранен, т. к. произвёл впечатление человека, которого трудно убить. Появляется только в аниме 2003 года.
Сэйю: Хаями Сё

#### Мария Росс
- Звание: младший лейтенант, лейтенант

Молодая девушка с короткими чёрными волосами. Подчинённая майора Армстронга. Была назначена охранницей братьев Элриков, когда Шрам охотился на них в Централе. Понимала их, считала детьми. Мария думала, что они не должны останавливаться и продолжать искать философский камень. По её инициативе Элрики посетили 5-ю лабораторию.
Позже её по воле гомункулов обвинили в убийстве Хьюза, и вести расследование никто не стал. Барри-мясник помог Марии бежать из тюрьмы, но в переулке она встретила Роя Мустанга, который разыграл её смерть: сжёг сделанное с помощью алхимии тело, одетое в её армейские жетоны. Мария бежала в сопровождении Фу — телохранителя Лина Яо — в Синь, где её приютил клан Яо. По пути в Син встретилась в Ксерксе с Эдвардом Элриком и Армстронгом.
Сэйю: Мицуки Сайга

#### Дэни Блош
- Звание: унтер офицер, сержант

Простенький парень со светлыми волосами, напарник Марии Росс, также подчинённый Армстронга. Очень привязан к напарнице. Когда Марию обвинили в убийстве, он хотел свидетельствовать в её пользу, но ему не позволили. Сама Мария попросила не говорить ему о том, что она жива, потому что по её словам «он даже ради спасения своей собственной жизни солгать не сможет и непременно выдаст себя».

### Бригс
Горная гряда на севере, которая является естественной границей между Аместрисом и враждебно настроенным государством Драхмой. Солдаты Бригса пользуются славой стойких и непоколебимых, хотя и крайне жестоких воинов.

#### Оливия Мира Армстронг
- Звание: Генерал-лейтенант

Оливье-Мира Армстронг

- Прозвище: Снежная Королева, Северная Стена Бригга

Старшая сестра Алекса Армстронга, которого считает трусом оттого, что он сбежал из Ишвара. Комендант крепости Бригс и её живое олицетворение. Холодная, суровая, безжалостная, рациональная. Стремится к победе любыми способами. Ценит своих людей, но при необходимости пожертвует ими, не задумываясь. При оценке людей руководствуется только своим мнением. Происхождение, звание, прошлое, рекомендации для неё не играют никакой роли. Солдаты Бригса безоговорочно преданы ей и выполнят любой её приказ.
Как и многие другие персонажи, Оливье не так проста, как кажется. За внешностью Снежной Королевы кроется женщина, любящая свою семью (и даже, в какой-то мере своего брата) и ценящая своих людей. Она может пожертвовать своими подчинёнными для высшей цели, но также она готова пожертвовать собой ради них.
Сэйю: Суоми Ёко

#### Майор Майлз
Адъютант генерал-лейтенанта Оливье Армстронг. На одну четверть ишварит. Скрывает свои красные глаза за тёмными очками, как и Шрам. Уцелел при чистке только благодаря генерал-лейтенанту, которой нужен был человек, способный смотреть на вещи с разных точек зрения. Является её правой рукой и ближайшим доверенным лицом. Смел, хладнокровен и безжалостен. После перевода генерал-лейтенанта в Центральный Штаб вместе с капитаном Баканиром стал фактическим главой Бригса.
Сэйю: Кадзуя Накаи.

#### Капитан Баканир
Командир патрульных групп Бригса. Высокий силач монголоидной внешности, с грубоватым чувством юмора. Правая рука заменена автобронёй. Ещё один из ближайших помощников Оливье Армстронг. Смелый и безжалостный солдат, не задумываясь, убьёт любого, кого посчитает врагом. Пользуется уважением среди сослуживцев. Погиб в схватке с Кингом Брэдли, ранив его перед этим. Умер с улыбкой на устах.
Сэйю: Рюдзабуро Отомо

### Восточный Штаб
Восточный военный округ впитал в себя большинство ветеранов Ишварской Войны. Солдаты Восточного штаба пользуются славой специалистов маневренной войны и сокрушительных штурмовых атак.

#### Грумман
- Звание: генерал-полковник, позже в аниме 2009 года маршал

Комендант Ист-Сити, невысокий старичок. Весельчак и бабник, но за внешней легкомысленностью скрывается острый ум. В этом он схож с Роем Мустангом — недаром они такие хорошие друзья. Пока Рой служил под его началом в Ист-Сити, они частенько играли в шахматы, генерал травил ему байки о своей молодости. Генерал учил Мустанга искусству политической интриги и конспиративной работы. Лизе Хоукай он приходится дедом по материнской линии. Под конец аниме 2009 года становится фюрером, однако спустя некоторое время передаёт свой пост Рою Мустангу, это показано на фотографии в последней серии, где Мустанг уже является фюрером в звании генерала армии.

## Гомункулы

Гомункулы созданные Отцом. Справа налево: Алчность, Гнев, Гордыня, Обжорство, Лень, Зависть, Похоть

### Похоть
Похоть (яп. ラスト Расуто, англ. Lust)
Fullmetal Achemist 2003
Красивая молодая женщина со знаком уробороса на груди. Её отличительная черта — способность быстро удлинять ногти рук до огромных размеров, и неуловимой для глаза скоростью, протыкая объект насквозь, и возвращает их в прежние размеры. Они рассекают любой материал («Абсолютный клинок»). Довольно цинична и безразлична к другим людям. Её прототип — возлюбленная брата Шрама, умершая совсем молодой от неизлечимой болезни. Её неосуществимая мечта (как, впрочем, и других гомункулов) — стать человеком, и ради неё она безжалостно и непреклонно исполняет приказы Данте. Но из-за неожиданно нахлынувших воспоминаний своего прототипа переосмысливает своё существование. Из-за того, что брат Шрама в качестве материала для её трансмутации использовал само тело своей возлюбленной, единственной слабостью Похоти является серебряный медальон с прядью волос, который прототип Похоти подарила брату Шрама перед смертью. Когда Шрам собирался сделать из Альфонса философский камень, Похоть пыталась переманить его на свою сторону. Однако тот защитил её от военных и был серьёзно ранен, после чего Похоть решила не охотиться за братьями Элриками. В итоге она была схвачена другими гомункулами из-за предательства, но Данте освобождает её, дав ей ещё один шанс, и обещает сделать её человеком. Но Похоть понимает, что предводитель гомункулов лишь использует её, чтобы добыть философский камень для перехода в молодые тела. В 46-й серий Похоть решает перейти на сторону Эдварда и помочь ему в борьбе с другими гомункулами, чтобы тот с помощью философского камня сделал её человеком. В 47-й серий Похоть сражается с Гневом и почти побеждает его, но тот хитростью заманивает её в алхимический круг (Похоть забыла, что Гнев может использовать алхимию) и использует медальон с прядью волос её прототипа, из-за чего Похоть погибает. Она была вторым погибшим гомункулом. В конце фильма Fullmetal Alchemist: Conqueror of Shambala, прототип Похоти сидела в машине рядом с молодым Шрамом, когда они подвозили Эдварда и Ала.
Fullmetal Alchemist. Манга
Внешность совершенно подходит к её имени. У неё стройная идеальная фигура, красивое лицо. Она цинична, безжалостна, сохраняет ледяное спокойствие. Она вторая по старшинству среди других гомункулов. Именно она сожгла Центральную Библиотеку. Она также присутствовала при смерти первой версии Алчности. Помимо этого, она встречалась с Хавоком под псевдонимом Солярис, пытаясь вытянуть из него информацию о планах Мустанга. Именно она позже ранила Хавока и Мустанга. В итоге Хавок стал инвалидом. Похоть чуть не убила Лизу Хоукай, ошибочно посчитав, что полковник уже умер, отчего Лиза потеряла волю к жизни. Убита Роем Мустангом, но была восхищена, что проиграла сильному противнику. Долгое время Обжорство желал отомстить Мустангу за её смерть.
Сэйю: Сато Юко

### Обжорство
Обжорство (яп. グラト二ー Гуратони:, англ. Gluttony)
Fullmetal Achemist 2003
Вечный спутник Похоти. Символ уробороса изображён у него на языке. Его способность — поедать всё, что угодно. Вечно голоден. Не кажется особо разумным: единственное его стремление — набить желудок. Однако к Похоти он испытывает определённую привязанность и повинуется ей. После её гибели Обжорство сильно страдает, вплоть до того, что перестаёт слушаться Данте, после чего она лишает его разума, оставив только животные инстинкты. Изначально был сотворён для того, чтобы создать совершенный философский камень у себя в желудке, съев обычный философский камень. Это и есть причина, из-за которой Данте хотела, чтобы Обжорство съел Альфонса, ставшего философским камнем. Но, лишив его разума, Данте обрекает себя на смерть, поскольку позже он, не ведая себя, поедает Данте.
Fullmetal Alchemist. Манга
Обжорство — попытка Отца создать Врата Истины. Во время боя гомункула Гордыни против Альфонса Элрика, был поглощён Гордыней.
Сэйю: Такато Ясухиро

### Зависть
Зависть (англ. Envy)
Fullmetal Achemist 2003

Его прототип — умерший от отравления ртутью ребёнок Гогенгейма и Данте. Гогенгейм пытался воскресить сына. Но вместо сына у него получилось чудовище. Испугавшись того, что сделал, Гогенгейм оставил Зависть на произвол судьбы. С тех пор Зависть ненавидит Гогенгейма, а также Эдварда и Альфонса. Чуть позже его приютила и выкормила красными камнями Данте, которой он стал служить. Его целью был шпионаж и вербовка других гомункулов. Именно он привёл всех остальных гомункулов к Данте. Создал для себя специальный облик, который соединяет мужские и женские черты, чтобы посмеяться над людьми. В своё время запечатал вместе с Данте Алчность, за что тот возненавидел его. Когда Данте понадобился философский камень, Зависть выслеживал все материалы на этот счёт и, даже, скрипя зубами, оставлял в живых Эдварда, так как он мог пригодиться для создания камня. Убил Маэса Хьюза. Воспитал в своих традициях ещё маленького и ничего не понимающего Гнева (хоть и ссорился с ним постоянно). Впоследствии отправился вслед за Гогенгеймом в наш мир, чтобы убить его. Настоящий облик — юноша, похожий на молодого Гогенгейма. Знак уробороса находится на левом бедре.
Сэйю: Маюми Ямагути
Fullmetal Achemist. Манга

Четвёртый по счёту гомункул. В отличие от аниме 2003 года не испытывает ненависти к Гогенгейму и Эдварду с Альфонсом. Людей считает ничтожеством, хотя на самом деле очень им завидует. Убил Маэса Хьюза, когда тот узнал тайну Пятой лаборатории. Был случайно съеден Обжорством вместе с Эдвардом Элриком и Лином Яо (потом освободился). Также его два раза побеждали, развоплощая его. Развоплощённый Зависть — это маленькое существо с выпученными глазками и лапками (чем-то напоминающее пиявку). Первый раз его победил Тим Марко. Но по глупости Мэй Чань, Зависть вернул себе силу в Централе. Второй раз его сжёг дотла полковник Рой Мустанг, который мстил за Хьюза. Когда Зависть развоплотился во второй раз, признавшись Эдварду Элрику и Рою Мустангу в своей зависти перед людьми, он не выдержал и сломал свой камень. Вместе с рассыпавшимся камнем рассыпался и Зависть. Боевой облик — огромное существо с тем же числом пар конечностей, что и в развоплощённой форме, из которого торчит куча стонущих тел и которое, по предположению Лина, является его «истинной формой».
Сэйю: Такаяма Минами

### Алчность
Алчность (яп. グリード Гури:до, англ. Greed)
В аниме Fullmetal Achemist 2003 гомункул, способный превращать поверхность своего тела в непробиваемый панцирь. Был создан Данте (в отличие от манги, где его создал Отец). Около 130 лет назад взбунтовался против своего хозяина, за что был запечатан с помощью алхимии. Во время разборки в Пятой лаборатории сумел из неё выбраться и бежать вместе с группой заключённых-химер. Крайне жаден. Стремясь избавится от своей единственной слабости — тела гомункула, похищает Альфонса, пытаясь узнать у Эдварда секрет прикрепления души к доспехам или иному предмету. В 34 серии попадает в ловушку Данте, которая заманивает его в комнату с останками его прототипа и алхимическим кругом, после чего запечатывает. Немного позже Эдвард Элрик подоспел в особняк Данте и, увидев её мёртвое тело, решает, что Алчность убил её. Тот не признаётся в этом, но и не отрицает, провоцируя Эда на бой, в котором Эдвард с трудом побеждает. Эдвард впадает в шок, не понимая, почему Алчность умирает. Перед смертью Алчность рассказал, что останки прототипа гомункула — слабость гомункулов. Знак уробороса — на тыльной стороне левой кисти.
Сэйю: Дзюнъити Сувабэ
В манге Fullmetal Alchemist гомункул, созданный Отцом как вместилище его алчности. Около 100 лет назад бежал от него. Какое-то время скитался по Аместрису. Позже обосновался в Дублисе, как король местного преступного мира. Сколотил банду, в том числе из нескольких подопытных химер, бежавших из лаборатории военных. Пытался выяснить секрет трансмутации души, так как желал бессмертного тела. Схвачен Кингом Брэдли при штурме «Гнезда Дьявола» и возвращён в тело Отца. Позже был возрождён в теле Лина Яо. Но вернувшиеся воспоминания вновь толкнули его на путь предательства. Попытался убить Кинга Брэдли за то, что Фюрер уничтожил его людей. Чуть позже на него стали работать Эдвард Элрик, Дариус и Хейнкель. Сражался против гомункулов Обжорство и Гордыни. Во время боя в Централе сражался с Кингом Брэдли, рассвирепел после того, как Брэдли убил его человека Фу и сумел ранить его.
Непомерно жаден. Но, как ни странно, это делает его чрезвычайно человечным. Очень ценит своих людей, невзирая на их прошлое или происхождение, и заботится об их благополучии, хотя фактически считает их своей собственностью. Тем не менее пользуется преданностью своих людей. Позже его жизненная позиция помогла найти ему общий язык с Лингом, убеждённым, что правитель должен существовать ради своего народа и быть не менее жадным, чем сам Алчность. В бою может превращать углерод своего тела в алмазный панцирь (отсюда его прозвище — Абсолютный щит). Но, как оказалось, опытные алхимики вроде Эдварда и Идзуми могут с лёгкостью изменить молекулярную структуру панциря, превращая его в мягкий и хрупкий графит, тем самым делая Алчность более чем уязвимым. Крайне опасен в схватке, а в более тренированном теле Лина Яо, превращается в практически непобедимого бойца (однако даже тогда с трудом может сражаться с более натренированным и сильным Кингом Бредли). Иногда Лин Яо подавляет Алчность и возвращает себе контроль над телом. В финальном сражении с Отцом он возвращает тело Лингу и жертвует собой, превратив тело Отца в хрупкий древесный уголь, благодаря чему Эдвард Элрик смог с лёгкостью нанести смертельный удар.
Сэйю: Юити Накамура

### Гнев
Гнев (яп. ラース, Ра:су англ. Wrath)
Fullmetal Achemist 2003
Его прототип — родившийся мёртвым ребёнок Идзуми; Идзуми попыталась воскресить его, но, ужаснувшись тому, что у неё получилось, отправила гомункула обратно за Врата. Спустя много лет он выбрался оттуда сам и оказался на острове посреди озера, где его и нашли братья Элрики. Совсем ещё новенький гомункул — долгое время не понимает, кто он и откуда взялся, и, по сути, является наивным и незлым ребёнком, пока Зависть не объясняет ему всё и не изменяет его отношение к людям. Благодаря руке и ноге Эдварда, которые он взял себе, пока находился за Вратами, способен применять алхимию (хотя прочим гомункулам это недоступно). Знак уробороса носит на подошве правой стопы. Его способность — временно соединять своё тело с неодушевлёнными предметами, Гнев может проходить сквозь стены, сливаться с твёрдыми объектами, и применять слияние как для защиты, так и для нападения. Пример - при первой встрече (29 серия), защищаясь от Эда, гнев соединил свою руку с галькой чтобы придать ей прочности. Позже сражаясь с Похотью в 47 серии Гнев сливается с множеством автоматов и открывает по ней огонь, что впрочем было малоэффективно. Также он может использовать алхимию без круга преобразования. В конце сериала, после смерти своей импровизированной матери Лени, впадает в отчаяние, и начинает сильно надоедать Зависти и Данте, после чего последняя открывает Врата Истины, которых так страшился Гнев, которые изымают его руку и ногу полученные от Эда. Позже, Винри поставила ему автоброню как у Эдварда, после чего он ушёл в неизвестном направлении.
В "Завоевателе Шамбалы" Гнев появляется вновь, где помогает Альфонсу проникнуть в затерянный город под Централом и сражается с появившимся там Обжорством. Понимая, что Альфонс не может просто так открыть врата в мир Эдварда, и что ему не победить Обжорство, Гнев, жертвуя собой, заманивает Обжорство в алхимический круг, нарисованный Алом, и просит его активировать круг, поскольку гомункулы тоже могут открывать собой врата. Альфонс открывает врата, а погибший, но счастливый Гнев встречает у них свою мать Идзуми.
Сэйю: Мидзуки Нана
Fullmetal Alchemist. Манга
Смотри раздел Кинг Брэдли

### Лень
Лень (яп. スロウス Суро:су, англ. Sloth)
В сериале Fullmetal Achemist (2003) гомункул, скрывающийся под именем Джульетты Дуглас, работает секретарём Фюрера. Она способна превращаться в жидкость и таким образом проникать куда угодно, а также топить людей, которых хочет устранить. Её способность управлять водой также крайне сильна: Лень может превращать свои руки в водяные плети и рассекать большинство исходных материалов, а также поднимать морские волны огромной высоты. Знак Уробороса у неё над левой грудью. Её прототипом была мать братьев Элриков; это они её создали, когда пытались воскресить мать, из-за чего в её голове порой крутятся воспоминания братьев о матери. В 47 серии, используя своё сходство с матерью Элриков, манипулирует Альфонсом, который искренне верит что это его мать, и даже противостоит Эду и Похоти, когда они уже почти запечатывают Лень. Также стала «мамой» для Гнева, который искренне привязался к ней и очень горюет, когда она погибает. В момент сражения Гнев сливается с Ленью, думая, что защищает её, но незадолго до этого он поглощает останки Триши Элрик, чтобы не дать братьям её запечатать, в результате они оказываются в ловушке. Была убита Эдвардом Элриком, превратившем её в этанол, из-за чего Лень испаряется.
Сэйю: Ёсино Такамори
В манге и сериале 2009 года Fullmetal Alchemist гомункул-рабочий, роющий туннель в виде алхимического круга под Аместрисом. Выглядит как громадное существо мужского пола с длинными чёрными волосами. Очень сильный и большой, с длинными руками-лопатами, закованными в тяжёлые наручники с цепями, которыми он орудует, как хлыстами. Знак Уробороса находится на правой лопатке. Обладает невероятной скоростью, несмотря на громадный рост и внешнюю неуклюжесть движений. По его собственным словам, самый быстрый из гомункулов, но, двигаясь с большой скоростью, не может навести себя на цель. Говорит отрывистыми фразами, чаще всего произносит слова: «Ле-е-е-ень» и «Надоело-о-о…». Невозможно ленивый, ему всё очень скоро надоедает, так, например, оказавшись на самом нижнем уровне крепости Бригс, быстро засыпает, не обращая внимания на братьев Элриков и рабочих. Копая тоннель-круг, случайно попал в крепость Бригс, где был пленён Оливье Армстронг. Освобождён по приказу генерала Рэйвена, прибывшего из Централа, и отправлен обратно в тоннель. Когда закончил копать, выступал в роли телохранителя Отца. В день восстания Мустанга боролся с Армстронгами, показав, какой он быстрый. Убит сестрой и братом Армстронгами вместе с четой Кёртис.

### Гордыня
Гордыня (яп. プライド Пураидо, англ. Pride)
В Fullmetal Achemist (2003) гомункул Гордыня действовал под личиной фюрера Кинга Брэдли.
Сэйю: Сибата Хидэкацу
В манге и аниме Fullmetal Alchemist (2009) гомункул Гордыня действовал под личиной сына фюрера Сэлима Брэдли.
Первый созданный Отцом гомункул, его способность — повелевать тенями.
Самый старший из семи гомункулов. Создан по образу и подобию отца, когда тот ещё жил в пробирке. Его истинный облик — огромная тень с глазами и ртами. Его тело лишь оболочка, при уничтожении которой он погибает. В повседневной жизни играет роль сына фюрера — Селима Брэдли, что делает очень хорошо, даже его приёмная мать, миссис Брэдли, считает его своим сыном, не зная, кто он такой. А он очень сильный гомункул, авторитет остальным его младшим братьям. Может превращать тень, связанную со своим телом, в руку, лезвие, глаза или рот. Беспомощен в абсолютном мраке и абсолютном свете, так как при этом не может отбрасывать тень. Он быстро догадался, что Риза Хоукай поняла, что с ним что-то не так. Ночью, в поместье фюрера, когда старший лейтенант принесла документы своему новому начальнику, Гордыня открыл ей секрет, что он настоящий гомункул. Он решил её не убивать, считая очень храброй женщиной, но пригрозил, что убьёт полковника, если она кому-либо что-то скажет. Позже он при сражениях поглотил Обжорство и Кимбли. В 101 главе он начертил самим собой круг преобразования, в центре которого был прикован Рой Мустанг, последняя ценная жертва. Круг преобразования активизировался, и Гордыня с Мустангом прошли через врата Истины. За проход через врата Гордыня заплатил прочностью своей оболочки. Перед осуществлением плана Отца Эдвард Элрик сумел нанести ему удар, уничтоживший правую половину лица Гордыни. В 106 главе в драке с Эдвардом потерпел поражение и принял свой истинный облик — вид зародыша. Однако в финальном томе мы видим, что Гордыне поставили особую печать, которая сделала его нормальным человеком. Также он остался сыном миссис Брэдли.

### Отец
Самый первый гомункул. Создан в результате эксперимента придворного алхимика царя Ксеркса — легендарного древнего города — из крови раба № 23. В качестве благодарности дал рабу имя — Ван Гогенгейм, а также научил его читать, писать, считать и обучил основам алхимии. Позже обманом заставил престарелого царя создать огромный круг преобразования, вокруг Ксеркса, пообещав бессмертие. В результате Ксеркс был уничтожен, а Отец обрёл свободу. Полученные души он разделил с Гогенгеймом. Когда тот бежал на восток, сам Отец отправился на запад. Там он стал известен как Мудрец с Востока. На протяжении столетий был серым кардиналом Аместриса.
Ненавидит людей и, чтобы быть менее похожим на них, все семь смертных грехов «отделил от себя», поселив их в разные тела — так появились остальные гомункулы.
Внешность точно такая же, как у Гогенгейма. Однако настоящий его лик — это бесформенное существо, состоящее из тёмной материи, глаз и рта, то есть он выглядит примерно как и Гордыня или содержимое Врат.
В день затмения в Аместрисе активирует с помощью ценных жертв гигантский алхимический круг. Всё население страны, кроме тех, кто был в центре круга, становится материалом для равноценного обмена. Это преобразование открывает «Врата Земли», призывая «Бога» (хотя Гогенгейм уверен, что это не Бог) на Землю, и поглощает его. После поглощения у Отца меняется внешность — его тело становится похожим на тело Эдварда Элрика или молодого Гогенгейма, благодаря стараниям которого Отец лишился приобретённой силы всего через несколько минут. После этого его чуть не побеждают Гогенгейм, Идзуми Кёртис и братья Элрики, но он уходит на поверхность и пытается восполнить силы философского камня при помощи жизней солдат. В итоге он регенерирует тела людей Ксеркса с целью отвлечь Гогенгейма, а затем обрушивает на него мощный поток энергии. В 107-й главе манги исчерпывает весь запас философского камня и пытается поглотить Алчность из Лина. Алчность прощается с Лином и добровольно позволяет поглотить себя, затем получает контроль над телом отца, делая его мягким, как графит, и получает смертельные удары от Эдварда Элрика. В финале гомункул принимает свой настоящий облик. Затем его поглощает Истина.

### Бессмертная армия
Армия гомункулов, созданная военными и учёными Аместриса для завоевания мира. Предполагалось, что солдаты-гомункулы смогут сражаться в любых условиях и при любых обстоятельствах, будучи к тому же малоуязвимыми для оружия врага. Создание Бессмертной армии было одной из причин, по которым Аместрис вёл бесконечные войны, так как пленные нужны были для получения философских камней, без которых гомункулов невозможно оживить. Находилась в подземельях Аместриса. После начала восстания полковника Мустанга была оживлена несмотря на незавершённость экспериментов по вливанию душ. В результате вместо армии солдат Аместрис получил толпу кровожадных зомби. Ожившие прорвались в штаб, убивая всех на своём пути. Частично Бессмертная армия была уничтожена, частично поглощена Завистью.

## Империя Син

Лин Яо до (слева) и после (справа) превращения в гомункула Жадность

### Лин Яо
Двенадцатый сын Императора Син. Принц из клана Яо, одного из самых могущественных в Син, насчитывающего более 50 000 человек. Когда Император заболел, Лин решил найти на Западе легендарный артефакт — философский камень, дарующий бессмертие, что позволило бы ему приблизиться к трону и возвеличить свой род. Ради этого он отправился в Аместрис в сопровождении телохранителей: Лань Фань и Фу. В Аместрисе повстречал братьев Элриков. Помогал им в охоте на гомункулов. Попал в плен к Отцу и был использован для возрождения Жадности. Вскоре после этого снова сбежал и присоединился к мятежу Мустанга.
Возраст Лина — 15 лет, но из-за высокого роста он кажется старше. На первый взгляд Лин — бестактный и бесцеремонный обжора-пройдоха, с внешностью простака, но в моменты ярости или гнева его лицо моментально ожесточается. На деле хитрый, честолюбивый, властный и по-своему благородный человек. Убеждён, что правитель должен существовать только ради своего народа. Очень ценит своих друзей и готов ради них на все. Непомерно жаден, как и Жадность, что впоследствии привело их к обоюдовыгодному сотрудничеству. На первых порах был одет в узорчатую синскую куртку и шаровары. После превращения в Жадность, его лицо становится более жестоким. Стиль одежды также меняется, теперь это тёмный костюм и плащ. Длинные волосы Лин всегда собирает в конский хвост.
Лин прекрасный боец. Прекрасное образование принца Син, дополненное детством, полным интриг и покушений, сделали из него превосходного воина. Лин отлично владеет приёмами рукопашного боя, холодным оружием, а также приёмами ниндзюцу. Также он обладает способностью чувствовать потоки энергии Ки (Энергию Дракона), что позволяет ему видеть даже в полной темноте. После объединения с гомункулом Жадность обретает его способность Абсолютный щит, что делает его практически непобедимым. Опечален потерей друга, которым стал для него Жадность. Стал более жаден, чем был прежде, объяснил это тем, что Жадность плохо на него влиял. В конце становится Императором Син.
Сэйю: Мамору Мияно

### Старик Фу

Фу в аниме Fullmetal Alchemist: Brotherhood

Старший из телохранителей Лина Яо. Пожилой мужчина (возраст 65-70 лет), крепкого телосложения, с морщинистым лицом, пышными усами и ворчливым характером. Обычно одет в костюм ниндзя или кимоно чёрного цвета, но может надевать и западную одежду, если это необходимо. Часто носит узорную полумаску.
Несмотря на почтенный возраст, находится в прекрасной физической форме. Подвижен, гибок и ловок. В совершенстве владеет приёмами ниндзюцу. Как и Лин может ощущать энергию Ки, и, как следствие, выслеживать гомункулов и видеть в темноте. В бою часто использует различные виды гранат. Из холодного оружия использует прямой меч.
Является дедом Лань Фань, второго телохранителя Лина. Любит свою внучку, но показывает это крайне редко. Полностью предан Лину и клану Яо, готов выполнить любой его приказ. Помог переправить Марию Росс в Син. Погиб в бою с Кингом Бредли, но сумел вместе с Капитаном Бакканиром нанести смертельную рану Фюреру. После чего тот не смог драться в полную силу с Жадностью и Шрамом.
Сэйю: Кацуносукэ Хори

### Лань Фань
Второй телохранитель Лина Яо. Молодая девушка, примерно одного возраста с Лином. Гибкая, проворная и невероятно ловкая. Обычно носит чёрный костюм ниндзя и скрывает своё лицо за маской, в результате чего противник даже не подозревает, что сражается с женщиной. Как правило, хладнокровный профессиональный боец, Лань Фань моментально впадает в ярость, если кто-то плохо отзывается о её господине. Лань Фань не задумываясь пожертвует собой ради Лина, хотя последнего это явно не обрадует.
Как и её дед, прекрасно владеет приёмами ниндзюцу и может видеть потоки энергии Ки, что даёт ей ощутимое преимущество в бою. В бою обычно использует гранаты и кунай. После боя с Кингом Бредли потеряла левую руку, которая была заменена автобронёй, протезом, снабжённым встроенным лезвием, вероятно, усиленным для рукопашного боя. Лань Фань смогла овладеть этим протезом всего за полгода, побив «рекорд» Эдварда, который освоил свои протезы за год. После возвращения в Син осталась телохранителем Лина Яо.
Сэйю: Мидзуки Нана

### Мэй Чань

Мэй Чань и Сяомэй в аниме Fullmetal Alchemist: Brotherhood

Дочь Императора Син. Принцесса клана Чань. Возраст: 12—13 лет. Одна из младших детей Императора, член одного из самых маленьких и слабых кланов Син — клана Чань. Узнав о болезни своего отца, так же, как и Лин, решила найти Философский камень на Западе, куда отправилась в сопровождении лишь Сяомэй — миниатюрной панды, своего любимца. В Аместрисе хотела найти алхимика Эдварда Элрика, в которого была заочно влюблена, имея лишь отдалённое представление о его внешности. По ходу поисков Мэй повстречала Шрама и Йоки, с которыми продолжила странствие. После развоплощения Зависти отправилась с ним в Синь, но вернулась, не сумев покинуть товарищей. Приняла участие в мятеже Полковника.
Невысокая девочка, с длинными волосами, которые обычно собирает в косички. Одета в сиреневое платье и белые шаровары. Имеет по-детски непосредственный и весьма взбалмошный характер. Предана своим друзьям, для неё «враг её друга — её враг». Не любит представителей других кланов Син, в особенности клана Яо.
Несмотря на юный возраст, Мэй — весьма талантливый алхимик, не уступающий Эдварду или Альфонсу, с поправкой на специфику восточной алхимии. Основное назначение алхимии Синь (рэнтандзицу) — медицина, и умения Мэй не раз помогали другим героям, в частности Риза Хоукай обязана Мэй своей жизнью. Но при этом Мэй обладает достаточно неплохим арсеналом «боевых» преобразований. Другой особенностью восточной алхимии является возможность преобразования на расстоянии, чем активно пользуется Мэй. Из оружия, как правило, использует метательные кунаи. На фотографии в конце манги показана с Эдвардом, Альфонсом, Уинри и детьми.
Сэйю: Мэй Гото

## Остальные

### Ван Гогенгейм
- Другие имена в манге: Раб номер 23, Мудрец с Запада
- Другие имена в аниме: Светловолосый Гогенгейм, Светлый Гогенгейм

Отец Эда и Ала. По национальности Ксеркс. Один из первых алхимиков того мира. Производит впечатление человека рассеянного и немного дурашливого — т. е. типичный учёный.
Fullmetal Achemist 2003
В Средневековье создал философский камень вместе со своей возлюбленной — Данте. При попытке воскрешения умершего сына создал гомункула Зависть. Видимо, Гогенгейм ужаснулся тому, что у него получилось, и бросил новорождённого гомункула — вот отчего тот питает к нему такую лютую ненависть. Как и Данте, научился при помощи камня перемещать свою душу в другое тело после того, как прежнее постареет. На самом деле, ушёл от своей семьи из-за того, что его тело, как и тело Данте, начало гнить, и он не хотел, чтобы его семья это видела. Он прошёл через врата и находился в параллельном мире, где всем правит технология, и оставался там все это время. В конце сериала было показано, что он остался в этом мире с Эдом.
Fullmetal Achemist. Манга
Бывший раб в городе Ксеркс, из крови которого сделали первого гомункула. Гомункул научил его читать, писать, а также алхимии и дал ему имя — Ван Гогенгейм (изначально он пытался дать ему имя Парацельса, но увидев, что тот не в состоянии его запомнить, сократил до фамилии с приставкой). После разрушения Ксеркса, в котором он был отчасти виноват, Гогенгейм стал живым философским камнем, внутри него находятся 536 329 душ. Он отправился на восток, где научил жителей Сина алхимии, а затем на запад — в Аместрис. Там он влюбился в Тришу Элрик, а затем, через несколько лет после рождения Ала — ушёл. Впервые в манге Гогенгейм появляется на могиле Триши. Главная его цель — отомстить гомункулу, который уничтожил Ксеркс и скопировал его внешность — Отцу. Гогенгейм давно понял, что Отец задумал превратить весь Аместрис в философский камень и, не желая повторения судьбы Ксеркса, разработал план противодействия. Оставив семью, он пустился в путешествие, обойдя страну по периметру, через определённые промежутки оставляя над тоннелем фрагменты своего философского камня, по одной душе на фрагмент, предварительно договорившись с каждой душой. Когда произошло солнечное затмение, во время которого Отец преобразовал Аместрис в камень, лунная тень полностью накрыла Аместрис, образовав круг, с ошмётками камня Гогенгейма по периметру. Души, составлявшие камень Гогенгейма, активировали этот круг, разрушив камень Отца и вернув души жителей Аместриса обратно в их тела, тем самым лишив Отца силы. В последней главе он умер своей смертью — рядом с могилой Триши Элрик.
Сэйю: Масаси Эбара

### Данте
Персонаж аниме 2003 года, в манге и сериале 2009 года такого персонажа нет. Престарелая наставница Идзуми, выдающийся алхимик. Живёт в особняке посреди леса, вдали от прочих людей, потому как потеряла веру в человечество и решила, что от алхимии людям только вред. На самом деле это она руководит гомункулами. Четыреста лет назад она была любовницей Гогенгейма, и вместе они создали философский камень; спасая умирающего любимого, она переселила его душу в тело другого человека, а затем и себя переместила в тело более молодой женщины. С тех пор она так и живёт: посылает гомункулов охотиться за философским камнем и с его помощью меняет постаревшее тело на молодое. У Данте и Гогенгейма был сын, умерший совсем маленьким от отравления ртутью. Гогенгейм попытался воскресить его, и в результате получился Зависть, первый из семи гомункулов. Позднее Данте создала Жадность, Обжорство и Гордыню. Использует гомункулов в своих целях, обещая со временем превратить их в людей. В 34-й серии перемещает свою душу в тело девушки Лайлы, своей ученицы. Прожив более 400 лет и около 10 раз сменив тела, перестала считать себя человеком. В 49-й серии сообщает Эдварду Элрику, что имеет право пользоваться философским камнем для продления жизни, так как она защищает мир и «глупых людей», которые могли бы погубить себя с помощью камня. Убита Обжорством. Хотя её нет ни в манге, ни в сериале 2009 года, там присутствует её камео — старушка, разговаривающая с мужем во время беспорядков в Централе.
Сэйю: Сугияма Кадзуко

### Шрам
Ишварит, брат которого по закону ишваритов согрешил, решив изучать древнее искусство алхимии ради воскрешения любимой и в итоге создав гомункула Похоть. Никто не знает, как его зовут на самом деле, а прозвище своё он получил за крестообразный шрам на лице, сделанный Кимбли, Багровым алхимиком. Шрам получил от брата руку с вытатуированным на ней алхимическим кругом и использует её как оружие. Мстит государственным алхимикам за истребление своего народа. В ходе сериала 2003 года перестаёт враждовать с братьями Элриками, спасает Альфонса, превращенного бывшим государственным алхимиком Кимбли в бомбу замедленного действия, отдав для этого свою руку брата и после этого активирует алхимический круг в Лиоре и погибает вместе с солдатами, посланными Арчером для его захвата, создав внутри Ала философский камень
В манге брата Шрама убил именно Зольф Кимбли, когда как в аниме его брат погиб на глазах Шрама. В манге, когда Кимбли послал взрывной заряд в его семью, брат Шрама закрыл от взрыва своим телом младшего брата. Когда брат Шрама очнулся, он увидел своего младшего брата с оторванной рукой. Шрам умирал из-за потери крови. И старший брат, желая чтобы младший брат жил, пересадил свою руку Шраму. Очнувшись в военном госпитале, Шрам помнил лишь последнее, что видел перед тем, как потерял сознание, — спину брата, защищающего его от взрыва. Шрам поднял правую руку и увидел на ней татуировки. Он восславил бога за то, что брат жив, но вскоре понял, что это его рука, а брат мёртв. Обезумев от горя и ярости, он взял скальпель и зарезал первых попавшихся ему на глаза аместрийцев, которыми были супруги Рокбеллы.
Позже он стал уничтожать государственных алхимиков и стал преступником, которого разыскивает вся страна. Немного погодя взял себе в слуги Йоки. Позже он встретил Мэй Чан, которая присоединилась к ним. Затем Шрам забрал с собой Марко, чтобы тот расшифровал записи его брата.
В манге Шрам объединяется с братьями, чтобы победить Отца и свергнуть власть гомункулов. Его лучший друг — девочка Мэй из страны Син.
Во время сражения с фюрером, в 103 главе, выясняется, что после расшифровки записей брата он нанёс себе вторую половину знания о воссоздании.
В 105 главе активизирует алхимический круг, придуманный его братом в противовес алхимическому кругу, созданному Отцом под Аместрисом и не позволявшему алхимикам Аместриса использовать силу Земли напрямую, а лишь после проведения её через кровавые печати, врезанные в землю, благодаря чему Отец мог с лёгкостью блокировать аместрийскую алхимию. Активация же этого круга Шрамом позволила использовать алхимию «напрямую». Позже вместе с Майлзом восстанавливал Ишвар.
Сэйю: Рётаро Окиаю

### Идзуми Кёртис
Девичья фамилия — Харнет. Учитель алхимии братьев Элриков. Обладает очень крутым характером, подвергая учеников суровым испытаниям. Это один из немногих персонажей, чей образ и характер в аниме 2003 года и манге практически не различаются. Один из самых опытных мастеров алхимических преобразований и рукопашного боя в сериале. Обычно не берёт учеников, но для Эдварда Элрика и его брата Альфонса сделала исключение. Шесть месяцев преподавала им теорию и практику алхимии и за это время полюбила братьев, как собственных сыновей. Идзуми — весьма привлекательная и молодо выглядящая женщина средних лет со спортивной фигурой, светлой кожей и длинными тёмными волосами, которые она заплетает в множество косичек. Ненавидит военных за их безволие и учинённую ими резню в Ишваре, за что прозывает их «армейскими псами». От мысли, что её единственные ученики связались с армией, расстраивается и приходит в гнев. Гордится своим статусом обычной домохозяйки и представляется всем именно таким образом. Однако за её скромной внешностью скрывается настолько грозный характер, что даже Эд и Ал трясутся от страха при одном упоминании о своём учителе. Несмотря на это, Идзуми удивительно заботлива и всегда готова помочь нуждающимся. Является сторонницей идеи об ограниченном применении алхимии. Редко пользуется своими навыками, подчёркивая, что алхимики ничем не отличаются от других людей. В попытке воскресить умершего младенцем сына поплатилась потерей внутренних органов в области живота. В аниме с тем же результатом создала гомункула Гнев. В манге Ван Гогенгейм с помощью восточной алхимии переместил её внутренние органы так, чтоб она больше не испытывала сильных болей, но полностью восстановить их не смог. Идзуми Кёртис превосходно сражается как голыми руками, так и с использованием холодного оружия. Удивительная ловкость, шокирующая физическая сила и навыки алхимии делают её противником, опасным даже для гомункулов. Идзуми способна манипулировать всеми подручными веществами: камнями, металлами, водой и даже воздухом. Однако любое перенапряжение тут же сказывается на её внутренней травме, полученной в результате попытки совершить трансмутацию человека. Именно из-за этого Идзуми Кёртис входит в число немногих людей, которым для преобразований алхимический круг не нужен. Замужем за Зигом Кёртисом, с которым познакомилась в 18 лет, сразу после окончания своей алхимической учёбы. Несмотря на свои различия, с мужем они друг в друге души не чают и находятся в состоянии завидного взаимопонимания.
Одна из ценных жертв Отца, так как проводила человеческую трансмутацию.
Сэйю: Сёко Цуда

### Триша Элрик
Fullmetal Achemist 2003
Мать Эдварда и Альфонса. Красивая молодая женщина со светло-каштановыми волосами и зелёными глазами. Очень любила своего мужа Гогенгейма и ждала его. Она была рада, узнав, что Эд и Ал стали изучать алхимию. Умерла от неизлечимой болезни, мучившей её уже много лет. После неудачной трансмутации стала гомункулом Лень.

### Роза Томас
Жительница Лиора, потерявшая своего любимого и пришедшая в лоно церкви Лета за утешением, где ей пообещали воскресить его. Выжила после бойни в Лиоре, однако попадает в плен и вследствие изнасилования теряет дар речи и рожает сына. После плена становится «святой девой» для горожан и объектом поклонения. Но в 41-й серии у неё заново появляется голос. Данте наметила её новым вместилищем для своей души. В этой версии аниме у неё тёмная кожа и коричневые волосы с розовыми прядями.
Сэйю: Хоко Кувасима
Fullmetal Achemist. Манга
По большей части совпадает с аниме 2003 года. Но после краха Корнелло Роза не возврашается в лоно церкви, а начинает искать свой путь к счастью. В отличие от аниме не подвергается изнасилованию и не теряет голос. Также в аниме 2009 года у неё светлая кожа и тёмно-коричневые волосы с розовыми прядями. После восстания в Лиоре начинает работать в кафе и помогать восстанавливать город. Приютила у себя Уинри, когда та скрывалась от гомункулов.

### Селим Брэдли
Fullmetal Achemist 2003. Приёмный сын фюрера Кинга Брэдли. В 49-й серии ему исполняется 10 лет. Придушен фюрером (Гордыней) за то, что принёс череп его прототипа в комнату, во время его боя с Роем Мустангом.
Fullmetal Achemist 2009. Первый созданный Отцом гомункул, его имя — Гордыня, а способность — повелевать тенями. С виду маленький миловидный мальчик лет девяти. Дружелюбный и любознательный. Фанат Эдварда. На самом деле является самым старшим из семи гомункулов. Создан по образу и подобию отца, когда тот ещё жил в пробирке. Его истинный облик — огромная тень с глазами и ртами. Его тело — лишь оболочка, при уничтожении которой он погибает. В повседневной жизни играет роль Селима Брэдли — сына фюрера Кинга Брэдли, что делает очень хорошо, приёмная мать, миссис Брэдли, считает его дальним родственником мужа, не зная, что он очень сильный гомункул, авторитет для остальных братьев. Может превращать тень, связанную со своим телом, в руку, лезвие, глаза или рот. Беспомощен в абсолютном мраке и абсолютном свете, так как при этом не может отбрасывать тень, не обладает выраженной регнерацией, поскольку защитную функцию выполняет тело Селима, имеющее невероятную прочность. Его тайну случайно раскрыла Риза Хоукай, когда доставила в резиденцию фюрера документы своему новому начальнику. Гордыня, догадавшись, что старший лейтенант поняла, что с ним что-то не так, той же ночью признался ей, что является первым из семи гомункулов. Он решил её не убивать, считая очень храброй и умной женщиной, и пообещав, что будет приглядывать за ней, притаившись в её тени. Позже Гордыня при сражениях поглотил Обжорство и Кимбли. Накануне осуществления плана Отца при попытке схватить братьев Элриков угодил в ловушку приготовленную Гогенгеймом и Альфонсом. Освобождён Кимбли. Начертил самим собой круг преобразования, в центре которого был прикован Рой Мустанг, последняя ценная жертва. Круг преобразования активизировался, и Гордыня с Мустангом прошли через врата Истины. За проход через врата Гордыня заплатил прочностью своей оболочки. Перед осуществлением плана Отца Эдвард Элрик сумел нанести Гордыне удар, уничтоживший правую половину его лица. В драке с Эдвардом потерпел поражение от поглощённого им Кимбли, который сохранил своё сознание и разрушил его изнутри, позволив Эду нанести финальный удар, и принял свой истинный облик — вид зародыша. Остался сыном миссис Брэдли, которая решила воспитать его (хотя и под присмотром военных).
Сэйю: Сацуки Юкино

## Химеры

### Члены банды Жадности
Банда Жадности включала в себя нескольких химер-людей. Их происхождение в манге и аниме 2003 года существенно различается. В аниме 2003 года они — бывшие члены спецподразделения устроившие по приказу командования резню в Ишваре, в результате чего было принято решение о проведении зачистки. После выполнения задания от них избавились как от ненужных свидетелей. Они были переданы учёным и превращены в химер. Через несколько лет те, кто выжил, бежали вместе с Жадностью из Пятой лаборатории в результате погрома, учинённого братьями Элриками.
В манге они были обычными солдатами, получившими тяжёлые ранения в бою и превращёнными в химер. Они жалеют о потере человечности, но рады, что выжили и остались внешне людьми. Обстоятельства их побега неизвестны. Возможно, он был организован Жадностью. После уничтожения химер Жадность организует новую банду, в которую входят Дариус, Хейнель и Цельнометаллический алхимик Эдвард Элрик.

#### Мартел (Марта)
Девушка-химера. Помесь человека и змеи. По её словам в химеру её превратили военные, после того, как противопехотная мина разорвала её напополам. Быстра, ловка и имеет чрезвычайно гибкое тело. Захватила Альфонса Элрика, проникнув в его доспех. Убита при зачистке «Гнезда дьявола». Несмотря на просьбу Жадности, Дольчетто и Роа не смогла вынести гибели своих товарищей и попыталась задушить фюрера, взяв под контроль доспех Ала. В результате была убита фюрером. Шок от её смерти помог Алу вспомнить, что произошло во Вратах Истины.
В аниме 2003 года осталась единственной выжившей при зачистке «Гнезда Дьявола». Бежала из Дублита. Позже присоединилась к братьям Элрикам. В ходе неудачного покушения выяснила, что Кинг Бредли — гомункул. Убита фюрером. Перед смертью успела рассказать Алу, что фюрер — гомункул.

#### Дольчетто
Химера. Помесь человека и собаки. Очень быстр. Злится, когда его сравнивают с собакой. Предан Жадности, как верный пёс, сам говорит, что ничего с этим не может поделать. Внешне напоминает самурая. В бою использует катану. Курит трубку. В манге убит Кингом Бредли. В аниме 2003 года убит Похотью.

#### Роа
Химера. Помесь человека с быком. Очень силен. В бою использует молот. При необходимости может превращаться в великана, покрытого роговыми пластинками. В Ишваре служил в одном подразделении с Алексом Армстронгом. В манге убит Кингом Бредли. В аниме 2003 года убит Похотью.

#### Бидо
Химера. Помесь человека с ящерицей. Единственный из химер Жадности, уцелевший при зачистке «Гнезда Дьявола». Позже попытался войти в контакт с новым Жадностью-Лингом, но был убит им. Его смерть пробудила стёртые воспоминания прошлого Жадности, и в результате он снова поднял мятеж против Отца.

#### Вулч
Химера. Помесь человека с аллигатором. Высокий здоровяк, с лицом напоминающим аллигатора. Служил охранником и вышибалой в «Гнезде Дьявола». Был убит одним из первых, в начале атаки военных на «Гнездо».

### Химеры-военные
Судя по всему, учёные Аместриса продолжили эксперименты по созданию людей-химер. Благодаря этому на свет появилось новое поколение химер. Так как они служат армии по собственному желанию, то либо согласились на участие в эксперименте добровольно, либо были привлечены к нему получив тяжёлые ранения в бою. Новые химеры были созданы специально для захвата Шрама.

#### Дариус
Химера. Помесь человека с гориллой. Мускулистый здоровяк с тёмными волосами и резким характером. В боевой форме становится похожим на Донки-Конга. Помимо физической силы и ловкости гориллы обладает отличным нюхом и неплохо ориентируется по нему в темноте. В отличие от Хейнкеля, не видит в темноте. Был направлен с остальными химерами в помощь Кимбли, для захвата Мэй Чан и Шрама. После того, как Кимбли оставил его и Хейнкеля на произвол судьбы, присоединился к Эдварду Элрику. Эд часто называет его Горилус-сан. После окончания войны его можно увидеть на фото с Хейнкелем и Йоки в цирке.

#### Хейнкель
Химера. Помесь человека со львом. Высокий здоровяк, блондин. Носит очки. В боевой форме превращается в человека с львиной головой и когтями на руках. Силён, быстр. Видит в темноте и обладает отличным нюхом. Как и Дариус, был направлен в Бригс для захвата Шрама. Оказавшись в ловушке в обрушившейся шахте вместе с Дариусом, объединился с Эдом. Там же нашёл философский камень Кимбли. Был смертельно ранен Гордостью, но вылечен Тимом Марко. Позже нанёс смертельные раны самому Кимбли.

#### Джерсо
Химера. Помесь человека и жабы. Слегка полноватый, темнокожий, с короткими дредами. В боевой форме может плеваться или пускать сплошную струю липкой слизи. Был создан специально для поимки Шрама, с учётом особенностей его боевой тактики. Был побеждён братьями Элриками, но присоединился к ним, так как Кимбли не прощает ошибок. Скрывался вместе со Шрамом, Альфонсом Элриком и Уинри Рокбелл.

#### Зампано
Химера. Помесь человека, дикого кабана и дикобраза. Тощий блондин. Как и Хейнкель, носит очки. В боевой форме его спина ощетинивается иглами, которые он может метать. Как и Джерсо, был создан для поимки Шрама. После поражения от Элриков, присоединился к ним. Выманил Зависть в окрестности лагеря ишварцев, где тот был развоплощён доктором Марко. Впоследствии помогал им во всём, бился с бессмертной армией вместе с Эдом, Шрамом, Джерсо, Дариусом, Мустангом и Хоукай. После окончания войны вместе с Джерсо отправился сопровождать Альфонса Элрика в Синь.

## Эпизодические

### Участвующие в манге

#### Корнелло
Религиозный лидер и правитель города Лиор. Полный лысый мужчина, с серыми глазами. Носит одежду, стилизованную под одеяние священника, чёрные штаны и длинный чёрный пиджак с белой оторочкой, поверх которого накинут белый шарф, имитирующий элемент ритуального убранства лица духовного звания. Ходит с тростью. Имея кольцо с незавершённым философским камнем, превратил его в процветающее поселение посреди пустыни, творя ложные «чудеса», являющиеся, на самом деле, алхимией, творимой в обход закона о равноценном обмене. Одержимый манией всевластья организовал церковь бога Лето. Собирался, завоевав авторитет у прихожан, создать непобедимую армию готовых на всё солдат, движимых религиозным фанатизмом. Творя чудеса, быстро приобрёл преданных последователей, готовых ради него на всё.

Братья Элрики разоблачили его корыстные помыслы, передав разговор о его планах по громкой связи, после чего горожане подняли бунт против самозванного пастыря. Гомункул Обжорство
съел Корнелло за неудачу. После того как братья Элрики разоблачили Корнелло, в Лиоре вспыхнули беспорядки; масла в огонь подлил гомункул Зависть, принявший облик Корнелло. Восточной армии удалось усмирить мятеж, но затем её отозвали, а в город вступили войска центрального округа. Восстание разгорелось с новой силой, так как план гомункулов включал в себя создание новой кровавой печати в Лиоре (по манге и экранизации 2009).

#### Йоки
Лейтенант армии Аместриса, управленец в мундире, никогда не участвовавший в боях. От имени армии управлял угольными шахтами Йосвелла, нещадно эксплуатируя и обманывая шахтёров, отчего поставил их на грань бедности. Деньги собирался использовать для подкупа вышестоящих чинов и продвижения по службе. Эдвард Элрик, получив задание проинспектировать шахты Йосвелла, решил помочь местным жителям. Для этого он предложил продать ему права на шахты. Польстившись на золото, Йоки заключил незаконную сделку, но вскоре обнаружил, что золото превратилось в уголь. Был уволен из армии с позором и подвергся уголовному преследованию. В аниме 2003 Йоки, скрываясь от властей Аместриса, попадает в лагерь ишварских беженцев, где в попытке реабилитироваться в глазах армии выполняет работу доносчика. Во время столкновения солдат с ишваритами Йоки стал жертвенной овцой: гомункулы Обжорство и Похоть убивают его, выставляя виновными ишваритов (Обжорство имитирует звуки выстрелов, а Похоть молниеносно удлиняет и укорачивает свои когти, делая в Йоки отверстия), чтобы спровоцировать новую бойню в Ишваре. В аниме 2009 Йоки долго пытался заработать деньги на поприще клоуна и разнорабочего, а также игре в казино, но везде потерпел неудачу. В отчаянии он попытался обворовать дом одной из богатейших семьи страны — Армстронгов, откуда был выдворен самым жёстким образом (удар роялем). Истощённый и измученный, он находит приют среди ишварских беженцев в Аместрисе, а когда там появляется Шрам, доносит на него армии в попытке реабилитироваться. Позднее боясь смерти за предательство, поклялся служить Шраму верой и правдой в обмен на пощаду. В дальнейшем сопровождает к Шрама, Мэй и доктора Марко в их странствиях. Помог команде Шрама и Эдварда Элрика в Бригсе — пользуясь своими познаниями в области шахтного дела, смог быстро вывести их из города-призрака через заброшенные шахты. Во время битвы Альфонса с Гордыней Йоки не сбежал, а подогнал автомобиль для побега, сказав, что «тоже хочет записаться в герои в этой заварушке». В концовке аниме Fullmetal Alchemist: Brotherhood можно увидеть две его фотографии: в наряде клоуна на выступлении и в деловом костюме.
В аниме 2003 на Йоки работала девушка-алхимик Лайла, мечтающая о карьере государственного алхимика. Впоследствии стала очередным сосудом для Данте. В манге и экранизации 2009 этого персонажа не существует.

#### Мистер Доминик
Механик автоброни из Раш-Велла, живёт в черте города, высоко в горах, где находится лучшая
железная руда. Знаком с Пинако Рокбелл, о которой вспоминал с ужасом. В молодости Пинако сбила его на машине, и с тех пор он её боится. Приютил и вырастил маленькую Паинью, когда та потеряла родителей и свои ноги, поставив ей автоброню. Имеет мрачный, строгий характер, редко улыбается и не берёт к себе учеников, за исключением Уинри, которая в 11 серии помогла его невестке перенести роды.

#### Доктор Нокс
Бывший военный врач. Во время Ишварской войны проводил медицинские эксперименты над ишваритами по влиянию ожогов на тело. В этом ему помогал Рой Мустанг. После войны стал патологоанатомом. Развёлся, боясь навредить семье, после пережитого на войне. Не считает себя врачом. При этом неплохой хирург, спас жизнь Лан Фэн после того, как она потеряла руку, а также помог Мэй Чан и Сяо Мэй. Доволен, когда его благодарят за спасение гостей из Синь, хотя и скрывает это. Спустя некоторое время воссоединяется с семьёй.

#### Пинако Рокбелл
Бабушка Уинри. Механик автоброни. Подруга Хоэнхайма, благодаря которой он и познакомился с Тришей. Опекала Эда и Ала после смерти матери. Маленькая старушка в круглых очках, курящая трубку. В молодости была похожа на Изуми Кёртис. Её панически боится мастер Доминик: в юности Пинако сбила его на мопеде. Часто ругается с Эдвардом из-за роста, обзывая его "коротышкой", за что зовётся Эдвардом "мини-карга" или подобными нелестными словами.

#### Ческа
В Fullmetal Achemist 2003 библиотекарь Центральной Библиотеки, которую позже уволили. Настоящий книжный червь, помнит все прочитанные книги вплоть до буквы. Помогла Элрикам восстановить дневники Марко, а затем её взял к себе в помощницы Хьюз. Несмотря на то, что Хьюз не давал ей покоя, мучая её рассказами про дочь, она сильно переживает из-за его смерти и ненавидит Роя Мустанга за то, что он не отомстил за друга. Вместе с Уинри шпионила за Джульеттой Дуглас и раскрыла, что та гомункул Лень.

В Fullmetal Achemist. Манга тоже была уволена из Центральной Библиотеки из-за того, что вечно читала на рабочем месте. Для неё потеря работы очень страшна, возможно, страшнее, чем для многих. Её мать лежит в больнице, лечение в которой надо оплачивать. Эдвард поспособствовал тому, чтобы её взял на работу Хьюз, чья смерть стала шоком для Чески. Она даже впустила полковника Мустанга в секретный архив, чтобы помочь в разгадке тайны смерти Хьюза. Он очень просил впустить его, а она, зная, что Хьюз был самым близким другом Мустанга, не смогла отказать. Ческа в точности восстановила все записи доктора Марко, сожжённые Похотью в Центральной Библиотеке.

Сэйю: Наоми Вакабаяси

#### Барри-мясник

Барри-мясник после трансмутации, в виде стража № 66

В Fullmetal Achemist 2003 безжалостный маньяк-убийца, наводивший ужас на Централ, убийствами женщин с расчленением тел. Сам имел женоподобную внешность и маскировался под женщину-мясника. При попытке убийства Уинри Рокбелл был разоблачён Элриками. Посажен в тюрьму и приговорён к смерти. Вместо смерти был подвергнут эксперименту по трансмутации души и превращён в стража Пятой лаборатории по кличке № 66, живой доспех наподобие Альфонса Элрика. После её разрушения примкнул к гомункулам и преследовал Элриков и Шрама. Убит Шрамом.

Сэйю: Кэнтаро Ито

В Fullmetal Achemist. Манга бывший мясник, которому однажды захотелось порубить кого-то, кроме свиней и коров. До ареста успел убить 23 человека. Официально казнён, но в реальности был трансмутирован в оживлённый доспех. Открыл Альфонсу, что тело может отторгнуть душу, что заставило Альфонса задуматься о будущем, а также то, что его воспоминания о детстве и братской любви могут быть фальшивкой, которую сделал Эдвард ради создания верного телохранителя, что не было правдой. После разрушения Пятой лаборатории ударился в бега, спасаясь от гомункулов. После неудачной попытки нападения на Лизу Хоукай познакомился с Роем Мустангом и согласился с ним работать лишь оттого, что посчитал это интересным и забавным. Способствовал побегу Марии Росс и Линга Яо, а также участвовал в засаде на гомункулов, устроенной Мустангом. В погоне за собственным человеческим телом, превращённым в химероподобное существо, привёл погоню в подземелья Третьей лаборатории. Был разрублен Похотью и добит своим телом, уничтожившим кровавую печать.

Барри-мясник — один из ярких примеров различий между мангой и аниме 2003 года. В оригинальной манге это комичный персонаж, который зачастую не воспринимается всерьёз, а его обещания порубить всех быстро гасятся Лизой. В аниме 2003 года, это жестокий убийца-психопат, на полном серьёзе стремящийся всех убить. Также кардинально отличается его внешность: худощавый и женоподобный в аниме 2003 года и здоровяк, больше напоминающий стереотипный образ мясника из манги.

Сэйю: Хамада Кэндзи

#### Панинья
Приёмная дочь механика автоброни в Рашвелле. Темнокожая девушка с короткими чёрными волосами. В детстве в железнодорожной катастрофе она потеряла родителей и свои ноги. Мистер Доминик нашёл её на улице и подарил новые ноги. Чтобы отблагодарить его, Панинья ворует вещи у туристов. Она также своровала серебряные часы у Эда, когда он вместе с Алом и Уинри приехал в Рашвелл. Уинри отговаривает её воровать: «Доминик дал тебе эти ноги от чистого сердца, и ты должна ответить ему тем же». После этого разговора Панинья перестала воровать и начала работать — чинить крыши и заниматься другими высотными работами.

### Участвующие только в аниме 2003 года

#### Клара
Девушка — воровка и алхимик. Занимается кражами под псевдонимом "Сирена". Применяет алхимию при помощи алхимического круга у себя на груди. Использует в качестве оружия игральные карты, при помощи алхимии делая их твёрже и прочнее, но может не менее успешно использовать общую алхимию. Постоянно меняет работы, чтобы не попасться. Добрая и милая. Её любят все жители города Аквароя, так как из-за неё в погибающий город (в ближайшие 5 лет он должен утонуть) стекаются толпы туристов. Тем самым она спасает город. Показывает себя как достойный соперник, в совершенстве владеет алхимией в личных целях, но также может постоять за себя против таких алхимиков как Эд. После алхимического поединка с трудом была поймана Эдвардом Элриком, однако сбежала из под конвоя спустя 20 минут, после чего, скорее всего, продолжила свою "карьеру". Также помогла Эдварду, на прощание указав ему путь в Ксенотайм, город, где синтезировался красный камень. Откуда Клара узнала подобную информацию, остаётся неизвестным.

#### Магвар
Крупный землевладелец из Ксенотайма. Спонсировал Трингама при изучении красной воды. Вынудил его использовать красные камни и воду для создания золота, так как золотая руда в шахте города иссякла. Погиб под обвалом шахты, защищая источник красной воды.
Сэйю: Аримото Кинрю

#### Нэш Трингам
Алхимик, открывший красную воду и исследовавший её свойства. Для того чтобы изучать красную воду он уехал в Централ, но потом забросил исследования и вернулся в свой родной город, находящийся в упадке. Магвар предложил ему продолжить изучение красной воды. Нэш согласился на предложение и стал снова изучать красную воду. Город расцвёл благодаря золоту, получаемому с помощью красной воды, но в городе стала распространяться болезнь, возникшая из-за красной воды. Разочаровавшись, Нэш прекратил эксперименты и был убит Магваром. Сыновья Нэша — Рассел и Флетчер — притворившись братьями Элриками, смогли получить с помощью красной воды красный камень.
Сэйю: Танака Хидэюки

#### Лион
Алхимик-самоучка. В его деревне была страшная эпидемия, превращающая людей в камень. Гомункул Похоть научила его тайнам алхимии и дала незавершённый философский камень, чтобы болезнь отступила. Но через некоторое время камень стал терять силу, и болезнь вернулась в город. Лион нашёл Похоть и попросил дать ему ещё один камень. Его возлюбленная Лидия искала его, встретив по пути братьев Элриков и Уинри. Был убит Похотью и окаменел вместе с Лидией.